# Dax Shepard
Daximus ‘Dax’ Randall Shepard (sinh ngày 2/1/1975) là nam diễn viên, đạo diễn, nghệ sĩ hài người Mỹ. Anh được khán giả biết đến qua các phim như: Without a Paddle (2004), Zathura: A Space Adventure (2005), Employee of the Month (2006), Idiocracy (2006), Let's Go to Prison (2006) hay CHiPs (2017).